# Eburodacrys superba
Eburodacrys superba es una especie de escarabajo longicornio del género Eburodacrys, tribu Eburiini, subfamilia Cerambycinae. Fue descrita científicamente por Napp & Martins en 1980.

## Descripción
Mide 19,7-22,8 milímetros de longitud.

## Distribución
Se distribuye por Bolivia, Brasil, Ecuador y Perú.